# Мілето
Мілето (італ. Mileto, сиц. Militu) — муніципалітет в Італії, у регіоні Калабрія,  провінція Вібо-Валентія.
Мілето розташоване на відстані близько 480 км на південний схід від Рима, 60 км на південний захід від Катандзаро, 6 км на південь від Вібо-Валентії.
Населення — 6794 особи (2014).

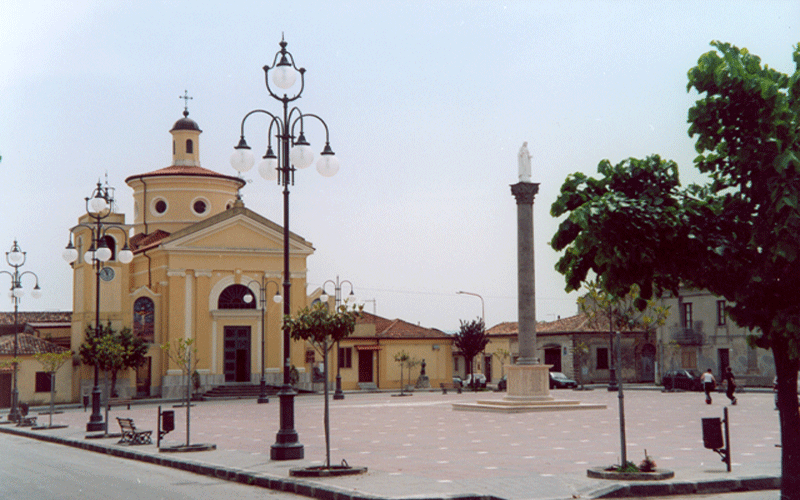

Щорічний фестиваль відбувається 6 грудня. Покровитель — святий Миколай.

## Демографія
Населення за роками:

Станом на 1 січня 2023 року в муніципалітеті офіційно проживали 334 іноземці з 26 країн, серед них 103 громадяни країн Євросоюзу та 6 громадян України.

## Сусідні муніципалітети
- Кандідоні
- Дінамі
- Філандарі
- Франчика
- Джерокарне
- Йонаді
- Сан-Калоджеро
- Сан-Костантіно-Калабро
- Серрата
- Розарно